# La Parra de las Vegas
La Parra de las Vegas – gmina w Hiszpanii, w prowincji Cuenca, w Kastylii-La Mancha, o powierzchni 61,51 km². W 2011 roku gmina liczyła 43 mieszkańców.